# Гемоглобін S
Гемоглобін HbS — мутантний гемоглобін, у β-ланцюгах якого в положенні 6 замість залишку глутамінової кислоти присутній залишок валіну. Ця молекулярна заміна (6Glu→6Val), зменшуючи негативний заряд молекули гемоглобіну, супроводжується зниженням його спорідненості до O2 та здатністю окремих молекул гемоглобіну злипатися між собою з утворенням ниткоподібних агрегатів. Такі міжмолекулярні агрегати змінюють форму еритроцитів, надаючи їм характерного серпоподібного вигляду — «серпоподібноклітинна анемія» (англ. Sickle cell anemia). Серпоподібні еритроцити легко гемолізуються вже в судинному руслі, і клінічні прояви цієї хвороби варіюють від ледь помітних (гетерозиготна форма серпоподібноклітинної анемії) до тих, що спричиняють летальний кінець в ранньому віці (гомозиготні форми).